# Rodion Malinovsky
Rodion Yakovlevich Malinovsky (Odessa, 23 de novembro de 1898 - Moscou, 31 de março de 1967) foi um dos grandes comandantes militares da União Soviética durante a Segunda Guerra Mundial.

## Infância e a Primeira Guerra Mundial
Rodion Malinovsky nasceu na cidade portuária de Odessa na Ucrânia. Oriundo de uma família pobre, Malinovsky nunca conheceu seu pai, que morreu antes do seu nascimento. Sua mãe, Varvara, anos mais tarde casa-se novamente, mas o padrasto recusa-se a adotá-lo e Malinovsky aos 13 anos passa a viver por conta própria trabalhando numa fazenda até ser acolhido por parentes distantes e começar a trabalhar numa loja em Odessa. Em 1914 ainda com quinze anos e portanto muito jovem para entrar no serviço militar toma a iniciativa de se juntar às tropas a caminho do front de batalha da Primeira Guerra Mundial. Foi condecorado com a Cruz de São Jorge em 1915 por ajudar a repelir os alemães.

## Entreguerras
Malinovsky continuou ao lado dos franceses nas frentes de batalhas contra os alemães até o final da Primeira Guerra. Em 1919 decide retornar a Rússia para ajudar as tropas do Exército Vermelho na Guerra Civil Russa contra os exércitos estrangeiros leais ao Czar. Logo suas habilidades são notadas pelo seus superiores e é promovido ao comando de uma companhia. Em 1926 ingressa no Partido Comunista da União Soviética (PCUS) e no ano seguinte seus superiores recomendam e ele começa os estudos na principal Academia Militar da União Soviética, a Academia Militar M. V. Frunze.Após três anos de estudo e com o curso concluído passa a comandar o Estado-maior do 3º Corpo de cavalaria, que ficava sob comando de Semion Timoshenko.
Com o codinome Malino fez parte dos mais de 2 000 soviéticos que se juntaram em 1936 às Brigadas Internacionais para combater os franquistas na Guerra Civil Espanhola. Ao retornar da Espanha no ano seguinte é condecorado com a Ordem de Lenin e a Ordem do Estandarte Vermelho. Em 1938 passa a ministrar cursos aos alunos da Academia Militar M.V. Frunze.

## Carreira no Pós-Guerra
Após a Segunda Guerra Mundial, exerceu vários cargos de alto relevo no governo da União Soviética e passou a integrar as altas esferas decisórias no PCUS, como o Soviete Supremo e o Comitê Central. Entre as funções exercidas estão o comando do Distrito Militar de Transbaikal-Amur entre 1945 a 1947. Substituiu o General Júkov no Ministério da Defesa  soviético em 1957 e permaneceu como ministro até a sua morte em 1969.